# Miga
Miga (niem. Neusasserei, kaszb. Mëga) – osada w Polsce położona w województwie pomorskim, w powiecie wejherowskim, w gminie Wejherowo.
W latach 1975–1998 miejscowość administracyjnie należała do województwa gdańskiego.